# 大迈阿密河

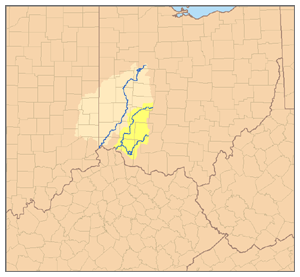
流域图，大迈阿密河(米色)和小迈阿密河(黄色)

大迈阿密河（英語：Great Miami River，也称为迈阿密河，Miami River）是俄亥俄河的一条支流，长约160英里（260）  。大迈阿密河流经俄亥俄州西南部的代顿, 皮奎、特洛伊、汉密尔顿和西德尼。